# Bol'šie Toktaši
Bol'šie Toktaši ([in russo Большие Токташи?; in ciuvascio: Мăн Тукташ, Măn Tuktaš) è una località rurale (un selo) del distretto di Alikovo della Repubblica autonoma della Ciuvascia, in Russia, che si trova 11 chilometri a sud-ovest di Alikovo.
La maggioranza della popolazione di villaggio di 850 persone è ciuvascia. Le strutture del villaggio includono un centro di cultura, un teatro, una biblioteca, una clinica medica e svariati negozi, nonché la casa-museo di Il’ja Semënovič Tuktaš o Museo della Letteratura Tuktáš.
Il fiume Chirlep scorre nelle vicinanze del villaggio.

## Origini del nome
In ciuvascio il nome Măn significa "grande" , mentre Toktaši è un nome proprio.